# Gülichsburg
Die Gülichsburg ist eine ehemalige Wasserburg am Mühlengraben kurz vor dem Rotbach im Zülpicher Stadtteil Schwerfen (An der Gülichsburg 5) im Kreis Euskirchen in Nordrhein-Westfalen.

## Geschichte
Die kleine Burg wurde erstmals 1365 im Besitz des Wilhelm von Berg als Jüliches Lehen erwähnt. Die Historiker gehen davon aus, dass die Burg früher Stammsitz derer von Schwerfen war, die in der Geschichte von Schwerfen eine entscheidende Rolle spielten.
Herr von Kaldenbach verkaufte 1638 die Burg an Engelbert von Gülich zu Berg, nachdem sie „Gülichsburg“ hieß. Nachdem die Burg nie ein landtagsfähiger Rittersitz war, wurde sie nie erweitert.
Im 19. Jahrhundert wechselte die Burg mehrfach ihre bürgerlichen Besitzer und wird heute nicht mehr als landwirtschaftlicher Betrieb geführt, sondern dient ausschließlich der privaten Wohnnutzung.

## Beschreibung
Die vierflügelige Burganlage gruppiert sich mit Herrenhaus und Wirtschaftsgebäuden um den Innenhof. Das eigentliche Burghaus ist ein spätgotischer Bau und ist in der westlichen Hälfte aus seiner Erbauungszeit um 1500 erhalten. Die Wirtschaftsbauten wurden 1830 auf älteren Fundamenten erneuert. 